# World in Union
World in Union (с англ. — «Мир в единстве») — песня Чарли Скарбека, официальная песня всех чемпионатов мира по регби. Мелодия песни основана на гимне «Такстед» из сюиты Густава Холста «Планеты», написанного под ритм стихотворения I Vow to Thee, My Country, и используется в качестве заглавной темы чемпионатов мира по регби с 1991 года.

## Исполнители

### Кири Те Канава
Первой исполнительницей песни считается новозеландская оперная певица Кири Те Канава, которая записала песню перед Кубком мира по регби 1991 года. Песня заняла 4-е место в UK Singles Chart.

### Ширли Бэсси и Брин Терфель
11 октября 1999 года вышел диск с песней в исполнении валлийских оперных певцов Ширли Бэсси и Брина Терфеля. Впервые песню исполнили вживую в июне 1999 года на открытии чемпионата мира по регби в Уэльсе: Бэсси исполняла песню, будучи одетой в платье цветов флага Уэльса. На диске есть три версии песни: в исполнении Бэсси и Терфеля, в сольном исполнении Бэсси и в исполнении хора. В дуэтной версии Терфель исполняет свою партию на валлийском языке. Съёмки клипа на песню прошли на стадионе «Миллениум», в Кардиффе и в разных местах Уэльса. Это был один из редких синглов Бэсси, который попал впервые за долгое время в UK Singles Chart на 35-е место in October 1999.
UK 3 track maxi CD single
1. "World in Union" (Duet: Bryn Terfel & Shirley Bassey — 3.42
2. "World in Union" (Shirley Bassey) — 3.45
3. "World in Union" (Welsh Mountain Mix) — 3.45

Участники
- Ширли Бэсси – вокал (треки 1 and 2)
- Брин Терфель – вокал (трек 1)
- Мужской хор Чёрных гор (англ. The Black Mountain Male Chorus) – хор (все треки)
- Хор регбийного клуба «Морристон»[англ.] (англ. The Morriston Rugby Club Choir) – хор (все треки)
- Роберт Фарделл и Чарли Скарбек – бэк-вокал (трек 2)
- Пражский филармонический оркестр – оркестр
- Ллайо Риддерк – валлийская тройная арфа
- Трой Донокли – ирландская волынка
- Дэвид Томас – барабаны
- Саймон Хейл – оркестровая аранжировка
- Тим Риз-Эванс[англ.] и Д. Хью Риз – хоральная аранжировка

### Хэйли Вестенра
9 августа 2011 года новозеландская сопрано Хэйли Вестенра начала запись официального альбома в преддверии грядущего чемпионата мира по регби в Новой Зеландии. 26 августа 2011 года вышел альбом «World in Union: The Rugby World Cup 2011 (The Official Album)» на CD и в iTunes, а также на других цифровых носителях с 22 песнями различных артистов жанра классической музыки. Песня «World in Union» была записана на английском языке и языке маори, также в альбоме были песни на французском, итальянском и японском языках. Альбом занял 1-е место в UK Classical Charts среди альбомов-сборников, в том числе и в чарте Classic FM.
Песня в исполнении Вестенра на английском и языке маори звучала в заставке трансляций чемпионата мира 2011 года на британском телеканале ITV.
Трек-лист
1. World In Union — Hayley Westenra
2. Swing Low '99 — Arr. C. Skarbek/ T.R. Evans — Russell Watson[англ.], Royal Choral Society[англ.]
3. Land of My Fathers — Fron Male Voice Choir[англ.]
4. Ireland’s Call — Bryan Kennedy, Paul Byrom[англ.]
5. Scottish Medley — Royal Scots Dragoon Guards
6. Jerusalem — The Coldstream Guards Band[англ.], Альфи Боу[англ.]
7. Glorious — Mary-Jess
8. Now’s The Time — Luigi Corvi
9. Calon Lan — Katherine Jenkins
10. O Verona — Only Men Aloud[англ.]
11. Pokarekare Ana — Hayley Westenra, Francois Rive, Robbie McIntosh, Metro Voices[англ.], Te Tau Choir, Jenny O’Grady, Royal Philharmonic Orchestra, Ian Dean
12. Waltzing Matilda — André Rieu, Mirusia Louwerse
13. We’ll keep a welcome — Bryn Terfel, Orchestra of the Welsh National Opera, Gareth Jones, The Black Mountain Choir, The Risca Choir
14. Nkosi Sikelel’i Afrika — Kenyan Boys Choir[англ.]
15. Men of Harlech — Fron Male Voice Choir[англ.]
16. God Defend New Zealand — Hayley Westenra
17. The Fields Of Athenry — Máiréad Carlin[англ.]
18. Cwm Rhondda — Bryn Terfel, Orchestra of the Welsh National Opera, Gareth Jones, The Black Mountain Choir, The Risca Choir
19. La Marseillaise — Roberto Alagna
20. Swing Low — All Angels[англ.]
21. World In Union (English / Maori) — Hayley Westenra
22. Kakari (Haka 2011) — Qube

### Палома Фейт
В 2015 году исполнять песню чемпионата мира, проходившего в Англии, была выбрана английская певица Палома Фейт: видеоклип с её исполнением был показан в рекламных перерывах на ITV, посвящённых чемпионату мира. Однако многие зрители остались недовольны исполнением Фейт, и по инициативе эксперта по маркетингу Джонатана Уилсона была создана петиция немедленно убрать из телесетки все видео с исполнением Фейт, собравшая 10 тысяч подписей и удостоившаяся попадания на первые полосы газеты The Daily Telegraph.

### Киёэ Ёсиока
Вокалистка японской рок-группы Ikimono-gakari Киёэ Ёсиока была выбрана для исполнения песни на чемпионате мира 2019 года в Японии: она же включила песню в свой сольный альбом «Utairo».
В заставках ITV перед трансляциями чемпионата мира 2019 года песню исполняет Эмели Санде
В 2021 году вышла версия в исполнении японского оперного певца-сопраниста Томотака Окамото.

## В кино
- В фильме «Непокорённый» 2009 года, основанном на событиях чемпионата мира 1995 года в ЮАР, звучат две версии песни: в конце финала в исполнении Пи Джей Пауэрс[англ.] и группы «Ladysmith Black Mambazo», а также во время титров в исполнении Йолланди Нортье и группы Overtone.